# Marechiaro (Napoli)
Marechiaro è un piccolo borgo che si trova nel quartiere Posillipo a Napoli.

## Storia
(Salvatore Di Giacomo, Marechiaro)
Anticamente il borgo, sviluppato intorno a via Marechiaro, prendeva il nome dalla chiesa di Santa Maria del Faro. Il nome Marechiaro non viene, come comunemente si pensa, dalla trasparenza delle acque del mare di Posillipo, ma dalla loro quiete. Già in alcuni documenti del Regno di Sicilia si parla di mare planum tradotto in napoletano mare chianu da cui l'odierno Marechiaro.

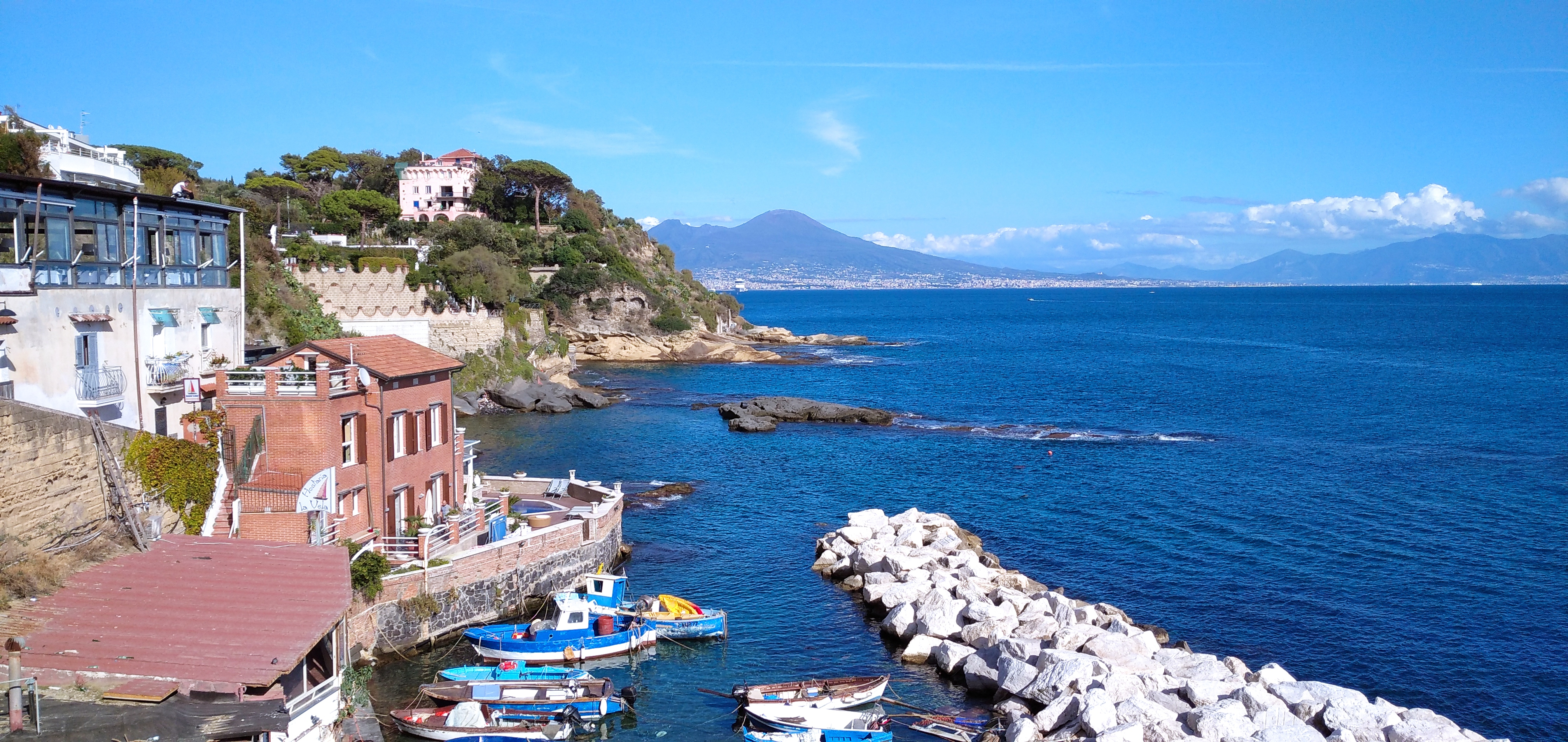
Vista dalle scale di Marechiaro, con il celebre "Scuglione 'e Marechiare" (Scoglione di Marechiaro)

È stato negli anni 1960 uno dei simboli della dolce vita in Italia, diventando famoso per le sue frequentazioni hollywoodiane, per i suoi ristoranti tipici che affacciano sul golfo e per il caratteristico "Scoglione". Da Marechiaro inoltre si può ammirare la vista panoramica dell'intera città di Napoli, del Vesuvio, fino ad arrivare alla penisola sorrentina e all'isola di Capri che compare esattamente di fronte alla tipica spiaggetta del borgo.

## LaFenestella
Il particolare che più ha contribuito alla mitizzazione di questo borghetto è la cosiddetta Fenestella (in italiano finestrella). La leggenda narra che il poeta e scrittore napoletano Salvatore Di Giacomo, vedendo una piccola finestra sul cui davanzale c'era un garofano, ebbe l'ispirazione per quella che è una delle più celebri canzoni napoletane: Marechiare. Tutt'oggi la finestra esiste, e c'è sempre un garofano fresco sul davanzale, oltre ad una lapide celebrativa in marmo bianco con sopra incise alcune note dello spartito della canzone e i nomi degli autori. 
L'Archivio della Canzone Napoletana testimonia l'esistenza di quasi duecento canzoni classiche dedicate a questa piccola zona di Posillipo, o che la nominano soltanto, ed un gran numero di poesie.

## Galleria d'immagini

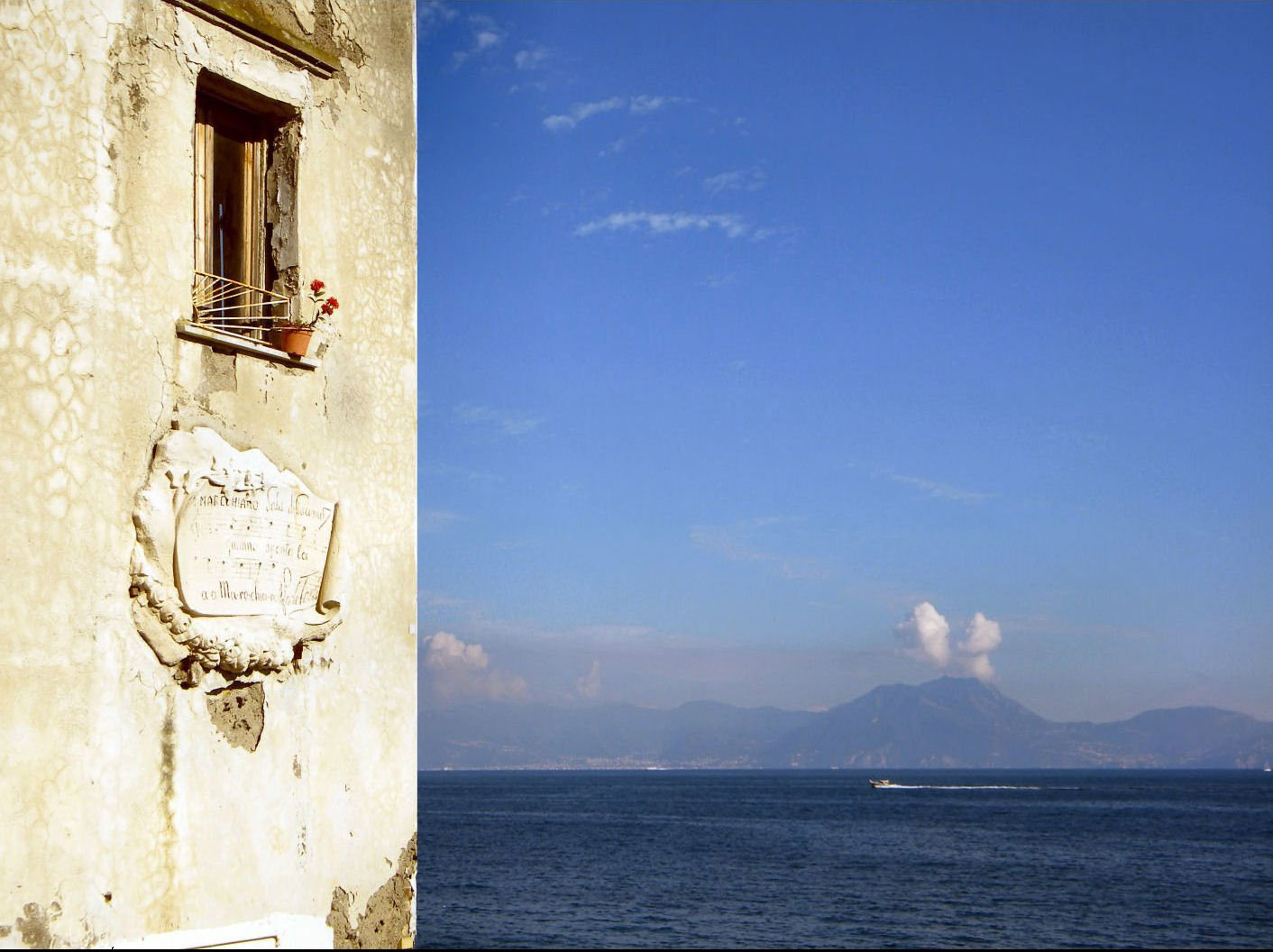
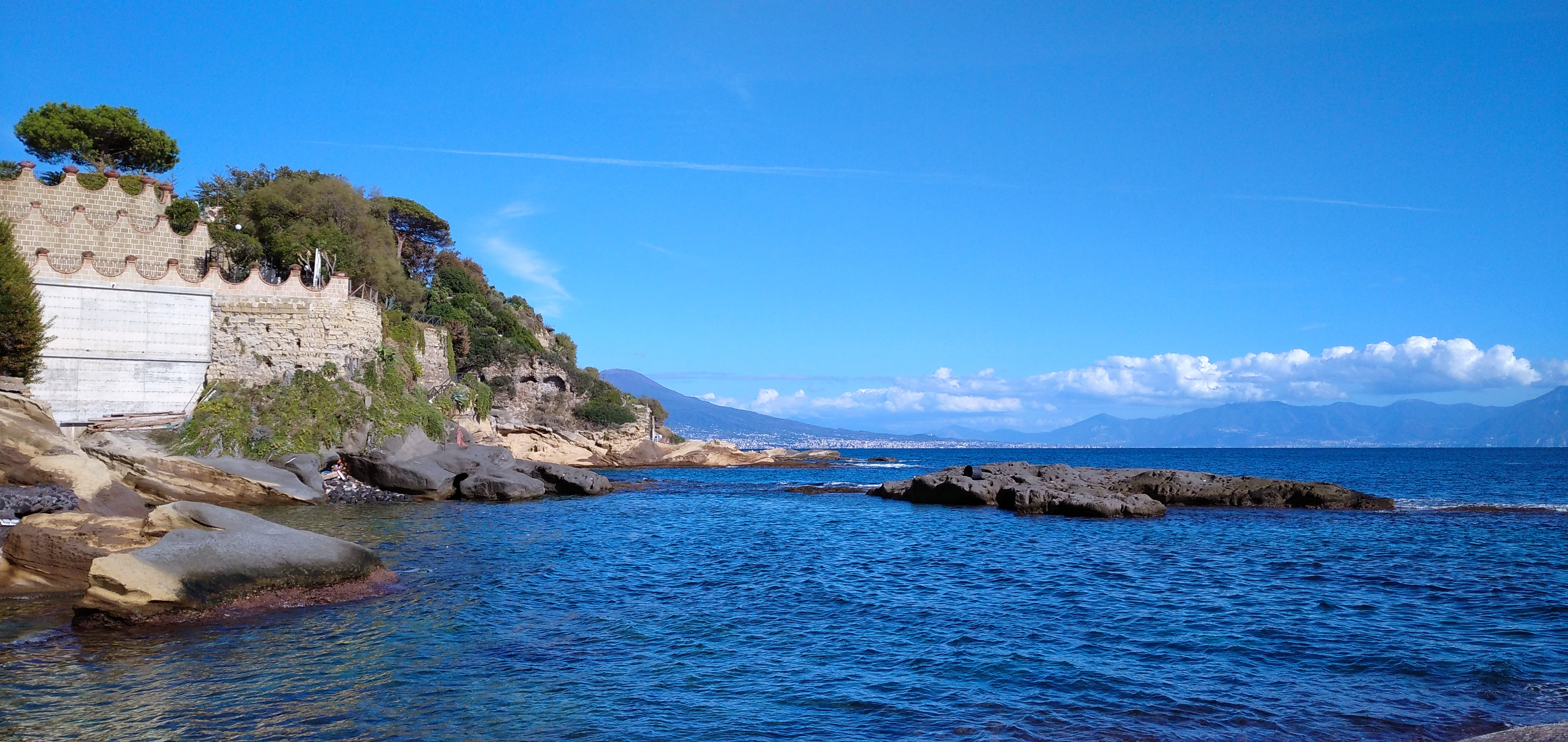
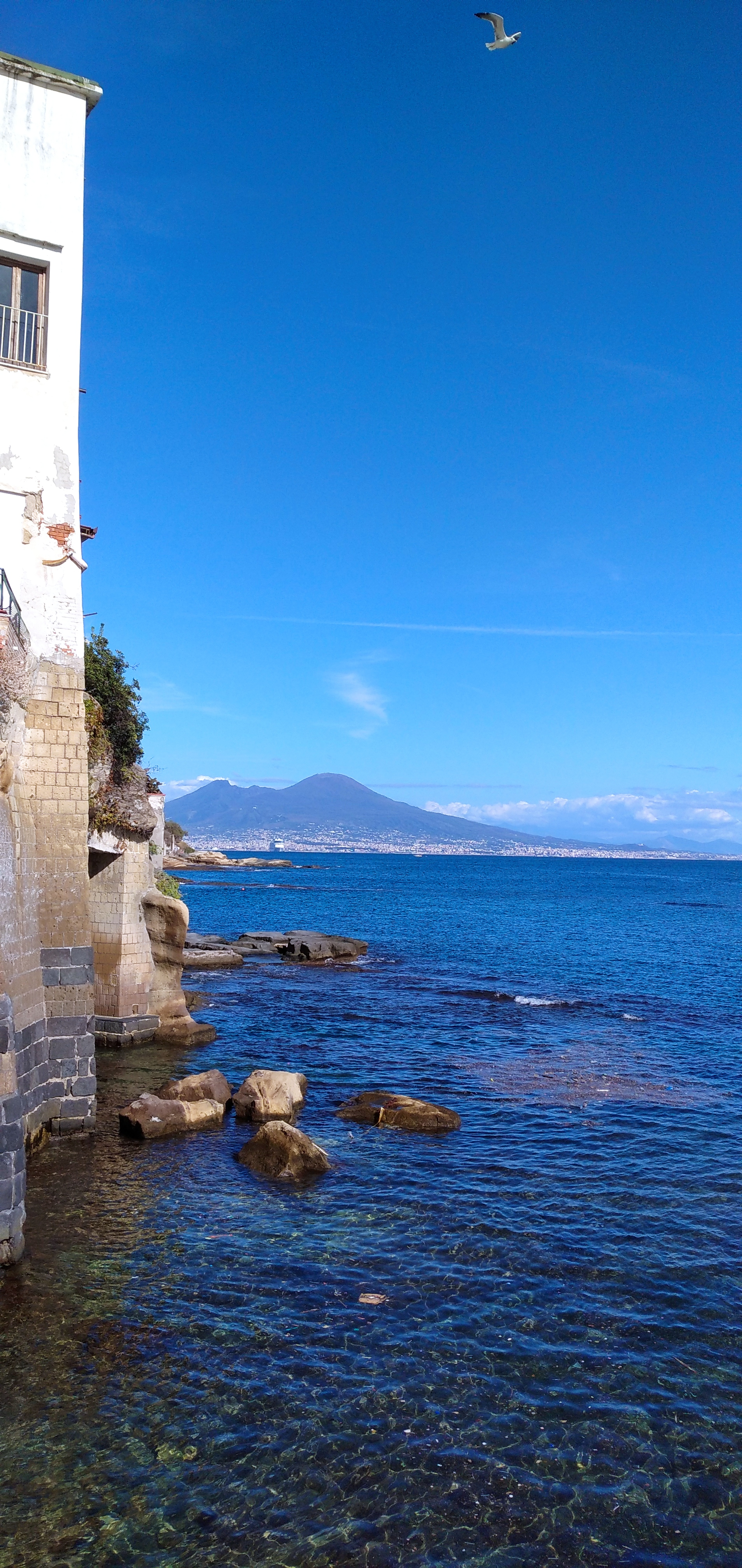
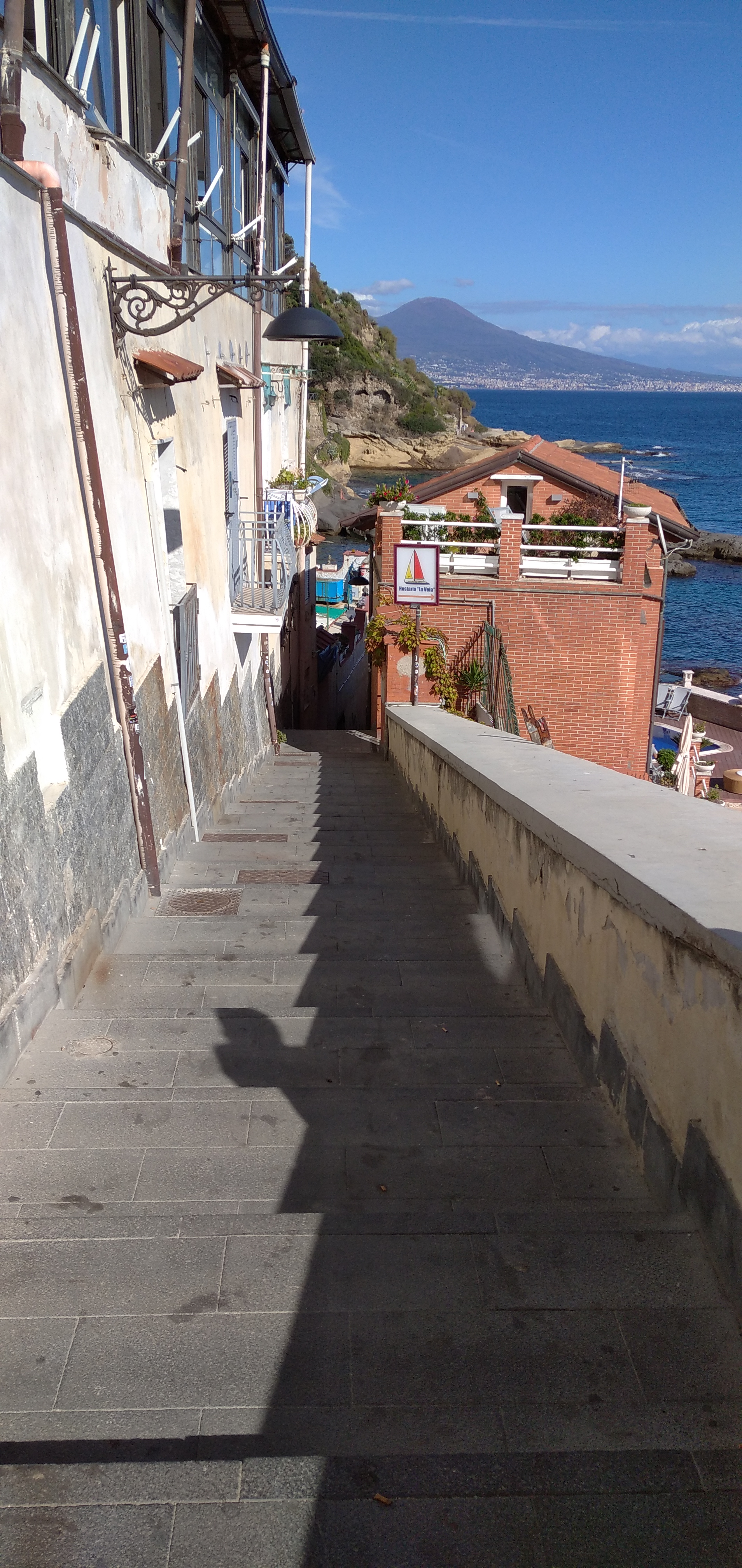
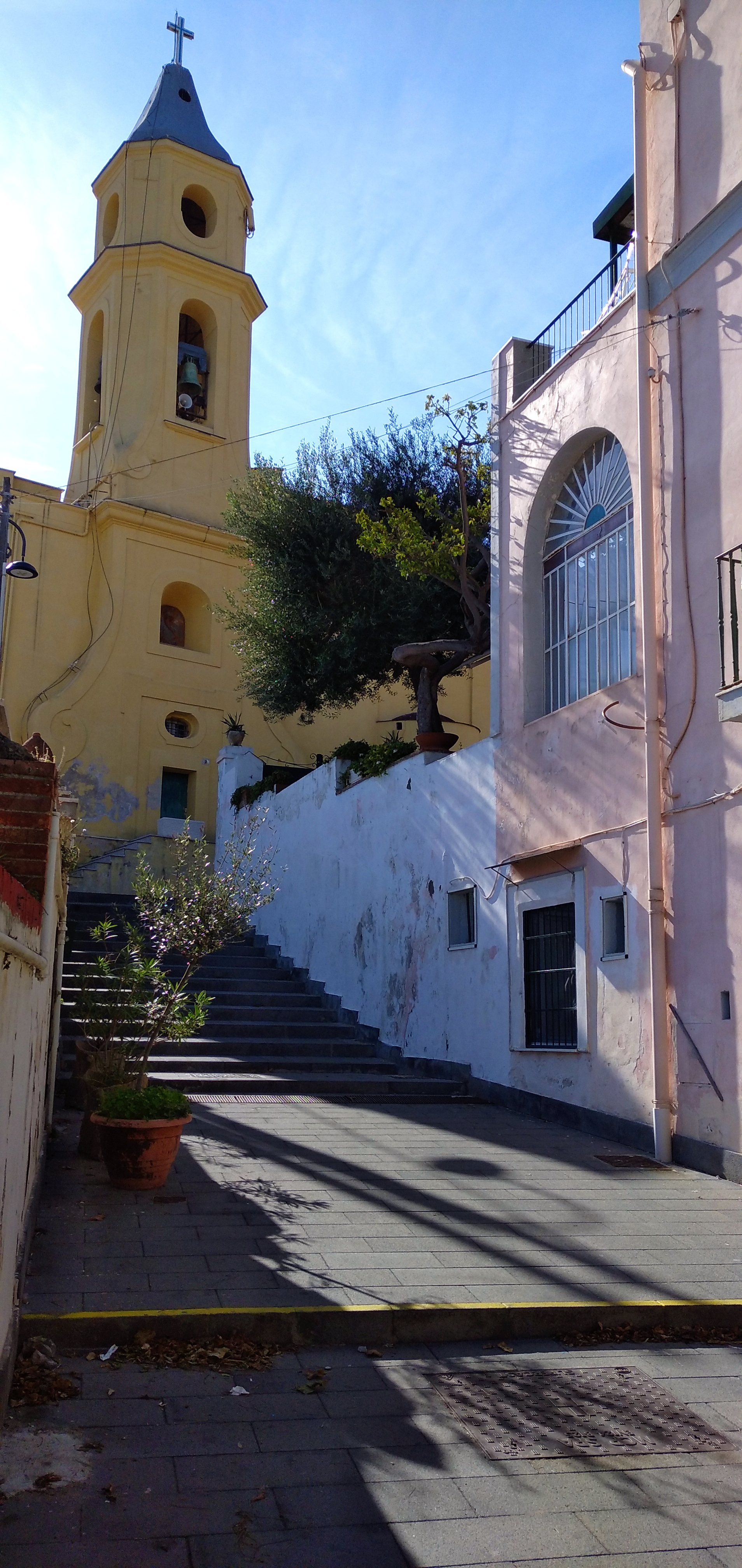